# Liège-Bastogne-Liège féminin 2017
La 1re édition du Liège-Bastogne-Liège féminin a lieu le 23 avril 2017. C'est la huitième épreuve de l'UCI World Tour féminin 2017. La course est remportée par la Néerlandaise Anna van der Breggen.

## Parcours
| Num | Nom                          | km   | Longueur (m) | Pente moyenne | km de l'arrivée |
| --- | ---------------------------- | ---- | ------------ | ------------- | --------------- |
| 1   | Côte de la Vecquée           | 82,5 | 3 100        | 6,4 %         | 53              |
| 2   | Côte de La Redoute           | 100  | 2 000        | 8,9 %         | 35,5            |
| 3   | Côte de la Roche aux faucons | 116  | 1 300        | 11 %          | 19,5            |
| 4   | Côte de Saint-Nicolas        | 130  | 1 200        | 8,6 %         | 5,5             |

## Équipes
| Équipes féminines professionnelles (24)- Alé Cipollini Galassia - Astana Women's Team - BePink Cogeas - Bizkaia-Durango - Boels Dolmans - BTC City Ljubljana - Canyon-SRAM - Cervélo Bigla - Cylance Pro Cycling - Drops - FDJ-Nouvelle Aquitaine-Futuroscope - Hitec Products - Lares-Waowdeals Women Cycling Team - Lensworld-Kuota - Lotto Soudal - Orica-Scott - SC Michela Fanini - SAS-Macogep - Servetto Giusta - Sport Vlaanderen-Etixx - Sunweb - VéloCONCEPT Women - Wiggle High5 - WM3 Pro Cycling |
| |

## Récit de la course
La première échappée est constituée de Valentina Scandolara, Aude Biannic et part au kilomètre dix-sept. Suivent les attaques de Moniek Tenniglo, puis Stephanie Pohl, Małgorzata Jasińska, Victorie Guilman et Willeke Knol. Au bout de quarante-huit kilomètres, Aude Biannic place une seconde attaque. Elle est accompagnée ensuite par Jeanne Korevaar. Elles ont jusqu'à une minute vingt d'avance mais se font reprendre dans la côte de la Vecquée. Elle provoque immédiatement une sélection dans le peloton. Tiffany Cromwell attaque ensuite. Elle est reprise dans les pentes de la Redoute par un peloton emmené par la formation Orica-Scott. Le groupe de tête est alors constitué de quarante coureuses environ. Roxane Knetemann accélère ensuite, mais son avance culmine à dix-huit secondes. Le peloton mené par la Boels Dolmans opère la jonction dans la Roche aux faucons. Katarzyna Niewiadoma y attaque. Elle est suivie par Elizabeth Deignan, Anna van der Breggen, Ashleigh Moolman et Elisa Longo Borghini. L'écart atteint quarante secondes au bout de trois kilomètres. Dans la côte de Saint-Nicolas, Katarzyna Niewiadoma accélère mais c'est Anna van der Breggen qui part seule au sommet. Derrière Elizabeth Deignan se trouve avec Katarzyna Niewiadoma. La Britannique prend la deuxième place devant la Polonaise,.

## Classements

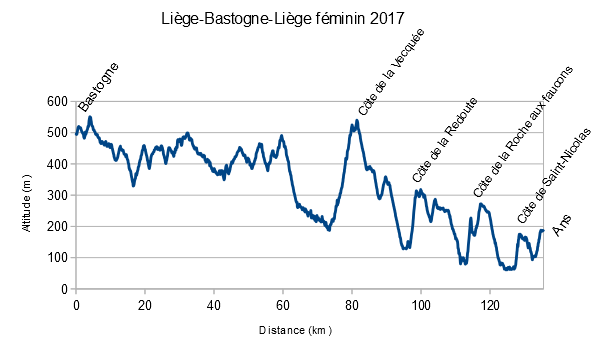
Profil de la course

### Classement final
| \| Classement général \| Classement général \| Classement général \| Classement général \| Classement général \| \| Coureuse \| Coureuse \| Pays \| Équipe \| Temps \| \| ------------------ \| --------------------- \| ------------------ \| ---------------------------------- \| ------------------ \| \| 1re \| Anna van der Breggen \| Pays-Bas \| Boels Dolmans \| 3 h 42 min 17 s \| \| 2e \| Lizzie Deignan \| Royaume-Uni \| Boels Dolmans \| + 17 s \| \| 3e \| Katarzyna Niewiadoma \| Pologne \| WM3 \| + 19 s \| \| 4e \| Ellen van Dijk \| Pays-Bas \| Sunweb \| + 31 s \| \| 5e \| Annemiek van Vleuten \| Pays-Bas \| Orica-Scott \| + 31 s \| \| 6e \| Ashleigh Moolman \| Afrique du Sud \| Cervélo Bigla \| + 31 s \| \| 7e \| Shara Gillow \| Australie \| FDJ-Nouvelle Aquitaine-Futuroscope \| + 31 s \| \| 8e \| Olga Zabelinskaïa \| Russie \| BePink Cogeas \| + 31 s \| \| 9e \| Elisa Longo Borghini \| Italie \| Wiggle High5 \| + 34 s \| \| 10e \| Cecilie Uttrup Ludwig \| Danemark \| Cervélo Bigla \| + 41 s \| |                       |                |                                    |                 |
| |                       |                |                                    |                 |
| Source : ProCyclingStats |                       |                |                                    |                 |
| Classement général |                       |                |                                    |                 |
| Coureuse | Coureuse              | Pays           | Équipe                             | Temps           |
| 1re | Anna van der Breggen  | Pays-Bas       | Boels Dolmans                      | 3 h 42 min 17 s |
| 2e | Lizzie Deignan        | Royaume-Uni    | Boels Dolmans                      | + 17 s          |
| 3e | Katarzyna Niewiadoma  | Pologne        | WM3                                | + 19 s          |
| 4e | Ellen van Dijk        | Pays-Bas       | Sunweb                             | + 31 s          |
| 5e | Annemiek van Vleuten  | Pays-Bas       | Orica-Scott                        | + 31 s          |
| 6e | Ashleigh Moolman      | Afrique du Sud | Cervélo Bigla                      | + 31 s          |
| 7e | Shara Gillow          | Australie      | FDJ-Nouvelle Aquitaine-Futuroscope | + 31 s          |
| 8e | Olga Zabelinskaïa     | Russie         | BePink Cogeas                      | + 31 s          |
| 9e | Elisa Longo Borghini  | Italie         | Wiggle High5                       | + 34 s          |
| 10e | Cecilie Uttrup Ludwig | Danemark       | Cervélo Bigla                      | + 41 s          |

### UCI World Tour
| Position,          | 1er | 2e  | 3e | 4e | 5e | 6e | 7e | 8e | 9e | 10e | 11e | 12e | 13e | 14e | 15e | 16e | 17e | 18e | 19e | 20e |
| Classement général | 120 | 100 | 85 | 70 | 60 | 50 | 40 | 35 | 30 | 25  | 20  | 18  | 16  | 14  | 12  | 10  | 8   | 6   | 4   | 2   |

## Liste des participantes
| Légende | Légende                                                                    | Légende | Légende                                                    |
| ------- | -------------------------------------------------------------------------- | ------- | ---------------------------------------------------------- |
| Num     | Dossard de départ porté par le coureur sur ce Liège-Bastogne-Liège         | Pos     | Position à l'arrivée de la course                          |
|         | Indique un maillot de champion national ou mondial, suivi de sa spécialité | NP      | Indique un coureur qui n'a pas pris le départ de la course |
| AB      | Indique un coureur qui n'a pas terminé la course                           | HD      | Indique un coureur qui a terminé la course hors des délais |

| Boels Dolmans DLT              | Boels Dolmans DLT                  | Boels Dolmans DLT |
| ------------------------------ | ---------------------------------- | ----------------- |
| Num                            | Coureur                            | Pos               |
| 1                              | Elizabeth Deignan (GBR)            | 2e                |
| 2                              | Chantal Blaak (NED)                | 35e               |
| 3                              | Karol-Ann Canuel (CAN)             | 21e               |
| 4                              | Megan Guarnier (USA) (route)       | 12e               |
| 5                              | Christine Majerus (LUX) (route)    | 66e               |
| 6                              | Anna van der Breggen (NED) (route) | 1re               |
| Directeur sportif : Danny Stam |                                    |                   |

| Sunweb SUN                       | Sunweb SUN               | Sunweb SUN |
| -------------------------------- | ------------------------ | ---------- |
| Num                              | Coureur                  | Pos        |
| 11                               | Leah Kirchmann (CAN)     | 13e        |
| 12                               | Juliette Labous (FRA)    | AB         |
| 13                               | Floortje Mackaij (NED)   |            |
| 14                               | Rozanne Slik (NED)       | AB         |
| 15                               | Sabrina Stultiens (NED ) | 15e        |
| 16                               | Ellen van Dijk (NED)     | 4e         |
| Directeur sportif : Dirk Rueling |                          |            |

| Orica-Scott ORS                | Orica-Scott ORS              | Orica-Scott ORS |
| ------------------------------ | ---------------------------- | --------------- |
| Num                            | Coureur                      | Pos             |
| 21                             | Amanda Spratt (AUS)          | 27e             |
| 22                             | Jenelle Crooks (AUS)         | 83e             |
| 23                             | Gracie Elvin (AUS)           | 89e             |
| 24                             | Katrin Garfoot (AUS) (route) | 26e             |
| 25                             | Annemiek Van Vleuten (NED)   | 5e              |
| 26                             | Georgia Williams (AUS)       | 85e             |
| Directeur sportif : Gene Bates |                              |                 |

| Wiggle High5 WHT                        | Wiggle High5 WHT            | Wiggle High5 WHT |
| --------------------------------------- | --------------------------- | ---------------- |
| Num                                     | Coureur                     | Pos              |
| 31                                      | Elisa Longo Borghini (ITA ) | 9e               |
| 32                                      | Giorgia Bronzini (ITA )     | 95e              |
| 33                                      | Audrey Cordon (FRA)         | 16e              |
| 34                                      | Annette Edmondson (AUS )    | 75e              |
| 35                                      | Mayuko Hagiwara (JPN)       | AB               |
| 36                                      | Claudia Lichtenberg (GER)   | 14e              |
| Directeur sportif : Donna Rae-Szalinski |                             |                  |

| Canyon-SRAM Racing LPR           | Canyon-SRAM Racing LPR        | Canyon-SRAM Racing LPR |
| -------------------------------- | ----------------------------- | ---------------------- |
| Num                              | Coureur                       | Pos                    |
| 42                               | Alena Amialiusik (BLR)        | 23e                    |
| 43                               | Hannah Barnes (GBR) (route)   | 87e                    |
| 44                               | Pauline Ferrand-Prévot (FRA ) |                        |
| 46                               | Trixi Worrack (GER )          | 88e                    |
| 47                               | Tiffany Cromwell (AUS)        | 74e                    |
| 49                               | Mieke Kröger (GBR) (route)    | AB                     |
| Directeur sportif : Barry Austin |                               |                        |

| Cervélo Bigla CBT                  | Cervélo Bigla CBT           | Cervélo Bigla CBT |
| ---------------------------------- | --------------------------- | ----------------- |
| Num                                | Coureur                     | Pos               |
| 51                                 | Ashleigh Moolman (RSA)      | 6e                |
| 52                                 | Allie Dragoo (USA)          | 82e               |
| 53                                 | Lotta Lepistö (FIN) (route) | 96e               |
| 54                                 | Cecilie Uttrup Ludwig (DEN) | 10e               |
| 55                                 | Stephanie Pohl (GER)        | 55e               |
| 56                                 | Marie Vilmann (DEN)         | 22e               |
| Directeur sportif : Thomas Campana |                             |                   |

| WM3                                   | WM3                                | WM3 |
| ------------------------------------- | ---------------------------------- | --- |
| Num                                   | Coureur                            | Pos |
| 61                                    | Katarzyna Niewiadoma (POL) (route) | 3e  |
| 62                                    | Lauren Kitchen (AUS)               | 84e |
| 63                                    | Jeanne Korevaar (NED)              | AB  |
| 64                                    | Anouska Koster (NED) (route)       | 17e |
| 65                                    | Valentina Scandolara (ITA)         | AB  |
| 66                                    | Moniek Tenniglo (NED)              | 45e |
| Directeur sportif : Jeroen Blijlevens |                                    |     |

| Alé Cipollini ALE                       | Alé Cipollini ALE     | Alé Cipollini ALE |
| --------------------------------------- | --------------------- | ----------------- |
| Num                                     | Coureur               | Pos               |
| 71                                      | Janneke Ensing (NED)  | 11e               |
| 73                                      | Soraya Paladin (ITA)  | 64e               |
| 74                                      | Anna Trevisi (ITA)    | AB                |
| 75                                      | Daiva Tušlaitė (LTU)  | 79e               |
| 76                                      | Anisha Vekemans (BEL) | 53e               |
| 79                                      | Carlee Taylor (AUS)   | AB                |
| Directeur sportif : Fortunato Lacquanti |                       |                   |

| Astana Women's ASA                   | Astana Women's ASA       | Astana Women's ASA |
| ------------------------------------ | ------------------------ | ------------------ |
| Num                                  | Coureur                  | Pos                |
| 81                                   | Sofia Beggin (ITA)       | AB                 |
| 82                                   | Sofia Bertizzolo (ITA)   | 41e                |
| 83                                   | Olena Pavlukhina (AZE)   | 72e                |
| 84                                   | Agnieszka Skalniak (POL) | 42e                |
| 85                                   | Lara Vieceli (ITA)       | 50e                |
| Directeur sportif : Giovanni Fidanza |                          |                    |

| Lensworld-Kuota LWK                     | Lensworld-Kuota LWK             | Lensworld-Kuota LWK |
| --------------------------------------- | ------------------------------- | ------------------- |
| Num                                     | Coureur                         | Pos                 |
| 91                                      | Kaat Hannes (BEL) (route)       | AB                  |
| 92                                      | Alice Maria Arzuffi (ITA)       | 65e                 |
| 93                                      | Maria Giulia Confalonieri (ITA) | 93e                 |
| 94                                      | Tatiana Guderzo (ITA)           | 91e                 |
| 95                                      | Tetiana Riabchenko (UKR)        | 19e                 |
| 96                                      | Nathalie Verschelden (BEL)      | 71e                 |
| Directeur sportif : Heidi Van De Vijver |                                 |                     |

| Drops DRP                      | Drops DRP                | Drops DRP |
| ------------------------------ | ------------------------ | --------- |
| Num                            | Coureur                  | Pos       |
| 101                            | Ann-Sophie Duyck (BEL)   | 33e       |
| 102                            | Alice Barnes (GBR)       | 68e       |
| 103                            | Anna Christian (GBR)     | 28e       |
| 104                            | Abby-Mae Parkinson (GBR) | 67e       |
| 105                            | Martina Ritter (AUT)     | 18e       |
| 106                            | Susanna Zorzi (ITA)      | 92e       |
| Directeur sportif : Bob Varney |                          |           |

| Lotto Soudal LBL                      | Lotto Soudal LBL       | Lotto Soudal LBL |
| ------------------------------------- | ---------------------- | ---------------- |
| Num                                   | Coureur                | Pos              |
| 111                                   | Jessy Daams (BEL)      | AB               |
| 112                                   | Isabelle Beckers (BEL) | AB               |
| 113                                   | Élise Delzenne (FRA)   | 44e              |
| 114                                   | Annelies Dom (BEL)     | AB               |
| 115                                   | Chantal Hoffmann (LUX) | AB               |
| 116                                   | Anna Kiesenhofer (AUT) | AB               |
| Directeur sportif : Danny Schoonbaert |                        |                  |

| BTC City Ljubljana BTC           | BTC City Ljubljana BTC         | BTC City Ljubljana BTC |
| -------------------------------- | ------------------------------ | ---------------------- |
| Num                              | Coureur                        | Pos                    |
| 121                              | Eugenia Bujak (POL)            | 69e                    |
| 122                              | Polona Batagelj (SLO) (route)  | 31e                    |
| 123                              | Hanna Nilsson (SWE)            | 58e                    |
| 124                              | Ursa Pintar (SLO)              | 59e                    |
| 125                              | Mia Radotic (POL) (route)      | AB                     |
| 126                              | Anna Maria Zita Stricker (ITA) | AB                     |
| Directeur sportif : Gorazd Penko |                                |                        |

| FDJ-Nouvelle Aquitaine-Futuroscope FUT | FDJ-Nouvelle Aquitaine-Futuroscope FUT | FDJ-Nouvelle Aquitaine-Futuroscope FUT |
| -------------------------------------- | -------------------------------------- | -------------------------------------- |
| Num                                    | Coureur                                | Pos                                    |
| 131                                    | Shara Gillow (AUS)                     | 7e                                     |
| 132                                    | Aude Biannic (FRA)                     | AB                                     |
| 133                                    | Charlotte Bravard (FRA)                | 46e                                    |
| 134                                    | Victorie Guilman (FRA)                 | 57e                                    |
| 135                                    | Roxane Knetemann (NED)                 | 29e                                    |
| 136                                    | Eri Yonamine (JPN) (route)             | 34e                                    |
| Directeur sportif : Nicolas Marche     |                                        |                                        |

| Cylance CPC                        | Cylance CPC                 | Cylance CPC |
| ---------------------------------- | --------------------------- | ----------- |
| Num                                | Coureur                     | Pos         |
| 141                                | Sheyla Gutierrez Ruiz (ESP) | 30e         |
| 142                                | Małgorzata Jasińska (POL)   | 86e         |
| 143                                | Danielle King (GBR )        | 32e         |
| 144                                | Willeke Knol (NED )         | 61e         |
| 145                                | Rossella Ratto (ITA )       | 39e         |
| 146                                | Marta Tagliaferro (ITA )    | AB          |
| Directeur sportif : Manel Lacambra |                             |             |

| Hitec Products HPU              | Hitec Products HPU           | Hitec Products HPU |
| ------------------------------- | ---------------------------- | ------------------ |
| Num                             | Coureur                      | Pos                |
| 151                             | Katrine Aalerud (NOR)        | 20e                |
| 152                             | Susanne Andersen (NOR)       | AB                 |
| 153                             | Charlotte Becker (GER)       | 90e                |
| 154                             | Vita Heine (NOR) (route)     | 24e                |
| 155                             | Cecilie Gotaas Johnsen (NOR) | AB                 |
| 156                             | Nina Kessler (NED)           | AB                 |
| Directeur sportif : Bart Limont |                              |                    |

| Bepink BPK                      | Bepink BPK              | Bepink BPK |
| ------------------------------- | ----------------------- | ---------- |
| Num                             | Coureur                 | Pos        |
| 161                             | Olga Zabelinskaya (RUS) | 8e         |
| 162                             | Alison Jackson (CAN)    | 62e        |
| 163                             | Tereza Medvedova (SVK)  | AB         |
| 164                             | Katia Ragusa (ITA)      | AB         |
| 165                             | Ilaria Sanguineti (ITA) | AB         |
| 169                             | Kseniya Tuhai (BLR)     | 70e        |
| Directeur sportif : Walter Zini |                         |            |

| Lares-Waowdeals Women LWW       | Lares-Waowdeals Women LWW   | Lares-Waowdeals Women LWW |
| ------------------------------- | --------------------------- | ------------------------- |
| Num                             | Coureur                     | Pos                       |
| 171                             | Thalita de Jong (NED)       | AB                        |
| 172                             | Sofie de Vuyst (BEL)        | 40e                       |
| 173                             | Daniela Reis (POR)          | 60e                       |
| 174                             | Amélie Rivat (FRA)          | 36e                       |
| 177                             | Sarah Inghelbrecht (BEL)    | 98e                       |
| 178                             | Saartje Vandenbroucke (BEL) | AB                        |
| Directeur sportif : Marc Bracke |                             |                           |

| Véloconcept TVW                        | Véloconcept TVW               | Véloconcept TVW |
| -------------------------------------- | ----------------------------- | --------------- |
| Num                                    | Coureur                       | Pos             |
| 181                                    | Camilla Pedersen (DEN)        | 48e             |
| 182                                    | Shani Bloch (ISR)             | 81e             |
| 183                                    | Natalie Kerwin (NZL)          | AB              |
| 184                                    | Claudia Koster (NED)          | 56e             |
| 185                                    | Amber Neben (USA)             | AB              |
| 186                                    | Doris Schweizer (SUI) (route) | AB              |
| Directeur sportif : Handberg Madsen Bo |                               |                 |

| Servetto Giusta SER               | Servetto Giusta SER     | Servetto Giusta SER |
| --------------------------------- | ----------------------- | ------------------- |
| Num                               | Coureur                 | Pos                 |
| 191                               | Camila Lozano (COL)     | 51e                 |
| 192                               | Kseniia Dobrynina (RUS) | AB                  |
| 193                               | Alice Gasparini (ITA)   | 78e                 |
| 194                               | Ting Ying Huang (TPE)   | AB                  |
| 195                               | Anna Potokina (RUS)     | 47e                 |
| Directeur sportif : Dario Rossino |                         |                     |

| SC Michela Fanini Rox MIC          | SC Michela Fanini Rox MIC | SC Michela Fanini Rox MIC |
| ---------------------------------- | ------------------------- | ------------------------- |
| Num                                | Coureur                   | Pos                       |
| 201                                | Monika Kiraly (HUN)       | 52e                       |
| 202                                | Francesca Balducci (ITA)  | 80e                       |
| 203                                | Anna Ceoloni (ITA)        | 63e                       |
| 204                                | Iraida Garcia (CUB)       | 54e                       |
| 205                                | Valeriya Kononenko (UKR)  | AB                        |
| 206                                | Jutatip Maneephan (THA)   | AB                        |
| Directeur sportif : Mirko Puglioli |                           |                           |

| Bizkaia - Durango BPD                  | Bizkaia - Durango BPD          | Bizkaia - Durango BPD |
| -------------------------------------- | ------------------------------ | --------------------- |
| Num                                    | Coureur                        | Pos                   |
| 211                                    | Margarita Garcia (ESP)         | 25e                   |
| 212                                    | Roos Hoogeboom (NED)           | 77e                   |
| 213                                    | Lorena Llamas (ESP)            | 37e                   |
| 214                                    | Lourdes Oyarbide Jimenez (ESP) | 49e                   |
| 215                                    | Femke Verstichelen (BEL)       | 94e                   |
| 216                                    | Miho Yoshikawa (JPN)           | AB                    |
| Directeur sportif : Elorriaga Derteano |                                |                       |

| SAS Macogep SAS                              | SAS Macogep SAS       | SAS Macogep SAS |
| -------------------------------------------- | --------------------- | --------------- |
| Num                                          | Coureur               | Pos             |
| 221                                          | Pauline Allin (FRA)   | 97e             |
| 222                                          | Soline Lamboley (FRA) | AB              |
| 223                                          | Milagro Mena (CRC)    | 73e             |
| 224                                          | Irena Ossola (USA)    | AB              |
| 225                                          | Iris Sachet (FRA)     | AB              |
| Directeur sportif : Jean-Christophe Barbotin |                       |                 |

| Sport Vlaanderen-Etixx SVG       | Sport Vlaanderen-Etixx SVG | Sport Vlaanderen-Etixx SVG |
| -------------------------------- | -------------------------- | -------------------------- |
| Num                              | Coureur                    | Pos                        |
| 231                              | Valerie Demey (BEL)        | AB                         |
| 232                              | Fien Delbaere (BEL)        | AB                         |
| 234                              | Jessy Druyts (BEL)         | 76e                        |
| 236                              | Kelly Van den Steen (BEL)  | 38e                        |
| 238                              | Celine Van Severen (BEL)   | AB                         |
| Directeur sportif : Davy Wijnant |                            |                            |

Source.